# SN 브뤼셀 항공
SN 브뤼셀 항공(영어: SN Brussels Airlines)은 2002년에 설립되어 2006년에 버진 익스프레스와 함께 합병되어 없어진 벨기에의 국영 항공사로 합병 과정에서 브뤼셀 항공이 설립되었다. 허브 공항은 브뤼셀 공항이었으며, 벨기에 최대의 항공 노선을 편성했던 항공사 중 하나이기도 했다.

## 역사
당시 벨기에의 국영 항공사였던 사베나 항공이 막대한 경영난에 시달리게 되면서 2001년 12월에 파산되었다. 그 후 2002년에 SN 에어 홀딩스가 지분을 인수해 회사를 설립했다. 2004년에 벨기에의 저가 항공사인 버진 익스프레스를 인수한데 이어 2006년에 두 항공사가 합병이 되면서 현재의 브뤼셀 항공이 되었다.